# The Sweet East
The Sweet East è un film del 2023 diretto da Sean Price Williams, al suo esordio alla regia.
Il film narra la storia di Lillian, una studentessa delle superiori, che si separa dai suoi compagni di classe durante una gita scolastica e si imbarca in un viaggio picaresco lungo l'East Coast degli Stati Uniti, durante il quale incontra una serie di strani personaggi molto diversi tra loro.

## Trama
Lillian, una studentessa all'ultimo anno delle superiori, durante una gita scolastica a Washington si ritrova in un ristorante quando nel locale fa irruzione un complottista armato. Lillian fugge insieme a Caleb, un attivista politico anarchico, il quale la porta a casa sua. Caleb e i suoi amici coinvolgono Lillian in una manifestazione di protesta. In quell'occasione Lillian incontra Lawrence, un professore universitario di estrema destra, che le offre ospitalità nella sua casa di campagna. Lillian scrive un messaggio a un'amica per farle sapere che è al sicuro e sta bene ma che, al contempo, non ha intenzione di tornare a casa.
Nella casa di Lawrence, Lillian assiste a un incontro tra lui e uno skinhead, il quale gli consegna un borsone. Lillian convince Lawrence a portarla con sé in un viaggio a New York e lo persuade a prenotare una stanza d'albergo a Manhattan, spogliandosi di fronte a lui.
Il giorno dopo, Lillian manda Lawrence a comprare dello smalto per unghie. Mentre il professore è fuori, la ragazza fruga nel borsone e scopre che è pieno di denaro; così lo prende e fugge. Mentre tenta di scappare dall'hotel, viene fermata per strada da Molly e Matthew, rispettivamente una regista e un produttore, i quali vogliono scritturarla per un film. Lillian ottiene subito il ruolo e comincia le riprese.
Lillian viene fotografata dai paparazzi mentre cammina con Ian, coprotagonista del film, e le immagini vengono pubblicate in copertina su una rivista scandalistica. Durante le riprese, un gruppo armato di skinhead irrompe sul set in cerca di lei e del denaro. Ne segue un massacro nel quale Ian e molti membri della troupe perdono la vita.
Lillian riesce a salvarsi grazie all'aiuto di Mo, un membro della troupe che la nasconde in un fienile isolato in una comunità di fondamentalisti islamici del Vermont gestita da suo fratello Ahmad. Inizialmente rimane lì, temendo che gli skinhead siano ancora sulle sue tracce, ma ritrova un giornale che riporta la notizia della loro cattura da parte della polizia. Tenta di andare via, ma viene vista da Ahmad, che con il suo gruppo sta preparando un attentato. Per non destare sospetti, Lillian finge di essere una vicina in cerca di un cane smarrito e si allontana. Sulla strada, cade a terra per la stanchezza e sviene.
La ragazza si risveglia in un monastero, dove un sacerdote le spiega che è stata salvata dal congelamento e che la polizia è stata informata dell'accaduto. Tornata a casa, Lillian scopre che i suoi compagni di classe stanno vivendo vite molto diverse rispetto a quando li ha visti l'ultima volta. Mentre la sua famiglia è distratta dalle notizie in TV riguardanti un attacco terroristico in uno stadio che ha provocato decine di migliaia di morti, lei esce di casa e sorride verso la telecamera.

## Produzione
Alex Ross Perry, di cui Williams è stato direttore della fotografia, ha prodotto il film e fatto da tramite per coinvolgervi attori come Jacob Elordi, contribuendo quindi ad attirare finanziatori.

## Promozione
La prima clip del film è stata pubblicata online il 9 maggio 2023.

## Distribuzione
Il film è stato presentato in anteprima il 18 maggio 2023 alla Quinzaine des Cinéastes del 76º Festival di Cannes.